# Bucó, Szetti, Tacsi
A Bucó, Szetti, Tacsi egy magyar képregényújság, mely 1984 és 1989 között jelent meg Magyarországon a KJK és a Táltos GM kiadó gondozásában. Az első számokat Békési Sándor rajzolta és Marosi László írta. Későbbi illusztrátorai Haui József, illetve Verebics János.
A történet szereplői egytől egyig antropomorf állatok, a főszerepben három kutya; Bucó, a kan pointer, Szetti, az ír szetter szuka, Tacsi, a kan tacskó. A csapat az ötödik számban kibővült Micikével, az uszkárral is. Az állatok iskolába járnak, és kalandjaik többségében valamilyen versenyen vesznek részt, például Formula–1, vitorlásverseny, akadályverseny, gördeszkaverseny. Ezeken a versenyeken  riválisaikkal küzdenek meg, a „bandával”, akik eredetileg szintén három tagból állnak; Főnök, a róka, K.O., a bulldog és Patkány, a patkány. Hozzájuk Umbi, a farkas csatlakozott. A bandával vagy annak tagjaival gyakran kényszerültek egy csapatba is, például A vizes nyolcas vagy A kincses szigeten című kiadásokban..
A könyvek általában egyesével jelentek meg, de gyűjteményszerűen az első 5 kalandot 1986-ban újra kiadták.

## A sorrend
1. Három kiskutya története[1]
2. Gördeszka verseny
3. Újabb kalandok
4. Vitorlás verseny
5. A háromtusaversenyen[2]
6. Repülőverseny
7. …a Forma 1-es autóversenyen
8. Budavári kaland
9. … az iskolai akadályversenyen
10. Tiszai hajósok
11. Rally versenyen
12. Télapó trükk
13. …a farsangi mulatságon
14. A filmforgatáson
15. A kincses szigeten
16. A táborban
17. A tavaszi sportversenyen
18. A vizesnyolcas
19. A téli randevú
20. Drónok harca
21. Tacsi, a könyvmoly
22. Iksz

## Utókor
2017-ben, közel harminc év után Haui József rajzaival, és Kiss Ferenc szövegével jelent meg a Bucó, Szetti, Tacsi: Drónok harca című kiadása, mely a korábbiakkal megegyező méretben, minőségben és formátumban került kiadásra.
2018 októberében Tacsi, a könyvmoly címen újabb történet került kiadásra. 
2020 novemberében  kiadásra került az Iksz című történet. 
További tervezett kiadásokról egyelőre nem tudni.